# 2012 JU
2012 JU – planetoida z grupy Apolla należąca do planetoid bliskich Ziemi (NEA).
Średnica planetoidy wynosi pomiędzy 8 a 17 metrów. 13 maja 2012 przeszła ona w bezpośredniej bliskości Ziemi, przelatując w odległości ok. 190 tysięcy kilometrów od naszej planety (połowa odległości Ziemi od Księżyca).